# Helcogramma rosea
Helcogramma rosea är en fiskart som beskrevs av Holleman 2006. Helcogramma rosea ingår i släktet Helcogramma och familjen Tripterygiidae. Inga underarter finns listade i Catalogue of Life.